# Morrigan
Morrigan (ook wel Mórrígan) is de Ierse godin van de oorlog. Ze is een drievoudige godin die bestaat uit de Badb, Macha en Nemain of een onderdeel van een triade samen met Macha en Nemain. Omdat Morrigan de godin van de oorlog is en vaak in de gedaante van een raaf wordt beschreven wordt ze ook wel Badb Catha genoemd, wat oorlogskraai betekent.
Volgens Lebor Gabála Érenn is ze een dochter van Ernmas en wordt ze Anann genoemd. In de Ulstercyclus is ze een vijand van Cú Chulainn en ze neemt tijdens de Runderroof van Cooley de gedaantes van een jonge vrouw, een aal, een pink en een wolf aan om hem te hinderen bij diens gevechten tegen de legers van Medb en Aillil.
Cú Chulainn verwondt haar tot drie keer toe, maar in de gedaante van een oude vrouw misleidt ze hem tot drie zegeningen die de wonden genezen. Tijdens zijn laatste veldslag kondigt ze in de vorm van een raaf Cú Chulainns dood aan.

## Etymologie

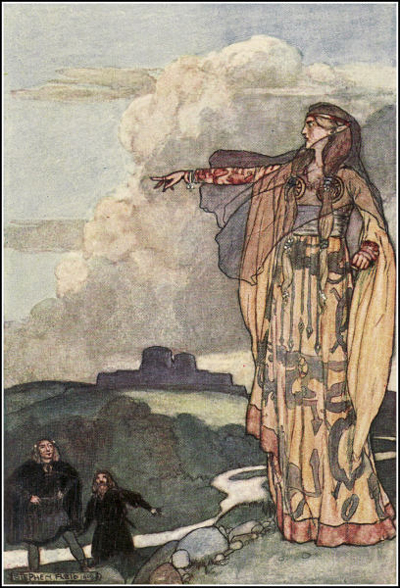
Macha vervloekt de mannen van Ulster, 1904

Er is geen duidelijkheid omtrent de etymologie van haar naam. Het kan vertaald worden als 'Grote koningin' (Oudiers mór rígan, van Proto-Keltisch *Māra Rīganī-s. Maar omdat de fada in veel teksten ontbreekt wordt ook gesuggereerd dat de etymologie van een Indo-Europese stam met de betekenis 'angstaanjagend' kan komen, die we terugvinden in het Oudengelse maere, het Scandinavische mara en het Nederlandse woord nachtmerrie.
Een herleide Proto-Keltische vorm zou *Moro-rīganī-s zijn.
De vroegste bronnen die de Morrígan noemen zijn glossen in Latijnse manuscripten.
In een 9e-eeuws manuscript dat het Boek van Jesaja bevat, wordt als glos bij het woord Lamia (voor Hebreeuws Lilith) de naam Morrígan genoemd.
Sanas Chormaic geeft het meervoud morrígna als uitleg voor het woord spoken. En een 8e-eeuws glossarium noemt Macha als een van de  morrígna.
Morrigan zou dan vertaald kunnen worden met 'Spookkoningin'.